# Liste der Monuments historiques in Cubry
Die Liste der Monuments historiques in Cubry führt die Monuments historiques in der französischen Gemeinde Cubry auf.

## Liste der Immobilien
| Bezeichnung        | Beschreibung | Standort                                      | Kennzeichnung | Schutzstatus   | Datum | Bild           |
| ------------------ | --- | --------------------------------------------- | ------------- | -------------- | ----- | -------------- |
| Château de Bournel | unvollendete barocke Schlossanlage, um 1735; neugotisches Schloss mit Kapelle, um 1860, Architekt Clément Parent; mit Wirtschaftsgebäuden, Stallungen und Bauernhof; Barockgarten und Landschaftspark mit Grotte und Monopteros, Architekt Pierre Marnotte; die Gesamtanlage auch zu Cubrial und Nans | südlich des Ortes (Domaine de Bournel) (Lage) | PA00101635    | Classé Inscrit | 1989  | weitere Bilder |

## Liste der Objekte
| Bezeichnung | Beschreibung          | Standort                      | Kennzeichnung | Schutzstatus | Datum | Bild |
| ----------- | --------------------- | ----------------------------- | ------------- | ------------ | ----- | ---- |
| Glocke      | Bronze, 1712 gegossen | in der Kirche St-Léger (Lage) | PM25000604    | Classé       | 1942  |      |